# Melicope tahitensis
Melicope tahitensis är en vinruteväxtart som beskrevs av Jean Nadeaud. Melicope tahitensis ingår i släktet Melicope och familjen vinruteväxter. Inga underarter finns listade i Catalogue of Life.